# Etheostoma kanawhae
Etheostoma kanawhae е вид лъчеперка от семейство Percidae.

## Разпространение
Видът е разпространен в САЩ (Вирджиния и Северна Каролина).